# Oktonion
Oktonionerna är en icke-associativ utvidgning av kvaternionerna.
De upptäcktes av John T. Graves år 1843, och oberoende av Arthur Cayley, som 1845 publicerade det första arbetet om dem.
De kallas ibland Cayleytal eller Cayleys algebra.
Mängden av oktonioner betecknas 𝕆 eller O.
Oktonionerna bildar en 8-dimensionell algebra över de reella talen, och kan därför ses som oktetter av reella tal.
Varje oktonion är en reell linjärkombination av enhetsoktonionerna 1, e1, e2, e3, e4, e5, e6 och e7, vars multiplikationstabell ser ut som följer.
| ·  | 1  | e1  | e2  | e3  | e4  | e5  | e6  | e7  |
| 1  | 1  | e1  | e2  | e3  | e4  | e5  | e6  | e7  |
| e1 | e1 | -1  | e4  | e7  | -e2 | e6  | -e5 | -e3 |
| e2 | e2 | -e4 | -1  | e5  | e1  | -e3 | e7  | -e6 |
| e3 | e3 | -e7 | -e5 | -1  | e6  | e2  | -e4 | e1  |
| e4 | e4 | e2  | -e1 | -e6 | -1  | e7  | e3  | -e5 |
| e5 | e5 | -e6 | e3  | -e2 | -e7 | -1  | e1  | e4  |
| e6 | e6 | e5  | -e7 | e4  | -e3 | -e1 | -1  | e2  |
| e7 | e7 | e3  | e6  | -e1 | e5  | -e4 | -e2 | -1  |

Multiplicering mellan två olika enhetsoktonioner (≠ 1) kan visualiseras med följande schema.
Oktonionstjärna
Sök triangeln där enheterna är i hörn.
Deras produkt i riktningen för pilen ger triangels tredje enhet och produkt i motsatta riktningen ger minus tredje enhet. 
Exempel: e4e6= e3 och e6e4 = -e3.

## Egenskaper
Oktonionmultiplikation är inte kommutativt
{\displaystyle e_{i}e_{j}=-e_{j}e_{i}\neq e_{j}e_{i}\,} om {\displaystyle i,j\neq 0}
och inte heller associativt
{\displaystyle (e_{i}e_{j})e_{k}=-e_{i}(e_{j}e_{k})\neq e_{i}(e_{j}e_{k})\,} om {\displaystyle i,j,k} är distinkta och inte noll.
Oktonionerna har dock en svagare egenskap: delalgebran genererad av vilka som helst två oktonioner är associativt. Det går även att visa delalgebran genererad av vilka som helst två element av O är isomorfisk till R, C eller  H, av vilka alla är associativa. Eftersom oktonionerna är oassociativa har de inte en matrisrepresentation, tvärtemot kvaternionerna. 
Oktonionerna satisfierar en viktig egenskap som R, C och H delar på: normen av O satisfierar
{\displaystyle \|xy\|=\|x\|\|y\|.}
Av det här följer att oktonionerna bildar en oassociativ  normerad divisionalgebra. Algebror med högre dimension definierade med hjälp av Cayley–Dicksons konstruktion (såsom sedenionerna) saknar den egenskapen.
Man kan visa att de enda normerade divisionalgebrorna över R är R, C, H och O. 
De nollskilda elementen av O bildar inte en grupp eftersom de inte är associativa. De bildar dock en loop, och även en Moufangloop.